# 돌산도
돌산도(突山島)는 한반도 남해안의 섬이다. 대한민국에서 10번째로 큰 섬으로, 전라남도 여수시 돌산읍에 속한다. 면적은 70.31km2이다.

## 같이 보기
- 돌산읍
- 한국의 섬 목록